# Astrosphaeriella bakeriana
Astrosphaeriella bakeriana är en svampart som först beskrevs av Pier Andrea Saccardo, och fick sitt nu gällande namn av K.D. Hyde & J. Fröhl. 1998. Astrosphaeriella bakeriana ingår i släktet Astrosphaeriella och familjen Melanommataceae.   Inga underarter finns listade i Catalogue of Life.